# Johannes-Helmut Strosche
Johannes-Helmut Strosche (* 29. Januar 1912 in Teplitz-Schönau, Böhmen; † 26. Mai 1996 in Hohenbrunn-Riemerling) war ein deutscher Pädagoge und Politiker (GB/BHE).

## Leben
Nach dem Besuch der Volksschule und dem Abitur in Leitmeritz nahm Strosche ein Studium der Germanistik und Slawistik an der Karls-Universität Prag auf, das er mit dem Staatsexamen für das höhere Lehramt beendete. 1939 wurde er zum Dr. phil. promoviert. Am 9. März 1940 beantragte er die Aufnahme in die NSDAP und wurde zum 1. November desselben Jahres aufgenommen (Mitgliedsnummer 7.994.498). Er nahm von 1940 bis 1945 als Soldat am Zweiten Weltkrieg teil, wurde an der Ostfront eingesetzt und geriet zuletzt in US-amerikanische Gefangenschaft, aus der er im Juni 1945 entlassen wurde.
Nach seiner Entlassung aus der Kriegsgefangenschaft siedelte Strosche als Heimatvertriebener nach Westdeutschland über und ließ sich im bayerischen Tirschenreuth nieder. Dort verdiente er zunächst seinen Unterhalt mit Nachhilfe- und Privatstunden. Daneben engagierte er sich in Kulturvereinen und war aktives Mitglied in Vertriebenenorganisationen wie der Sudetendeutschen Landsmannschaft und des Witikobundes. Nach seinem Ausscheiden aus dem Bundestag arbeitete er im bayerischen Kultusministerium, zuletzt in der Funktion eines Ministerialrates.

## Politik
Strosche war Mitbegründer des GB/BHE in Bayern.
Strosche war von 1950 bis 1954 Mitglied des Bayerischen Landtages und dort von Mai 1952 bis September 1953 Vorsitzender der GB/BHE-Fraktion. Dem Deutschen Bundestag gehörte er von 1953 bis 1957 an. Er war über die Landesliste Bayern ins Parlament eingezogen.